# الجامع الكبير (بريدة)

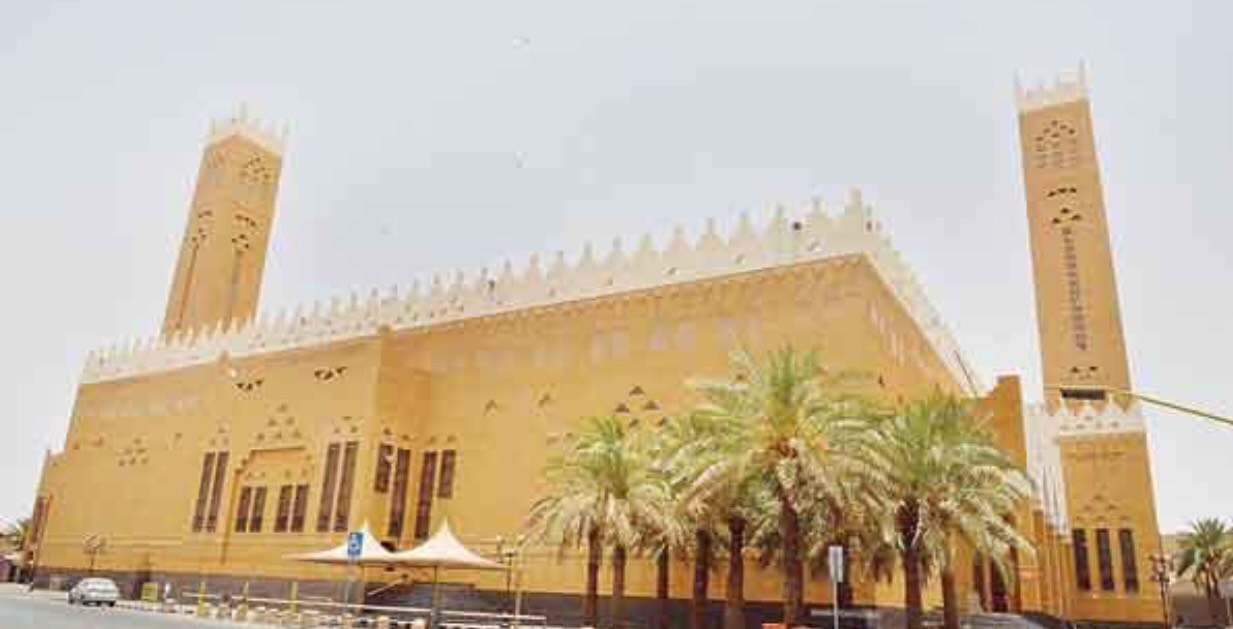
جامع بني عليان - جامع بريدة - الجامع الكبير (جامع خادم الحرمين الشريفين)

يعد الجامع الكبير (جامع بريدة) أقدم مسجد وأول جامع بني في بريدة، يطلق عليه سابقاً اسم (جامع بني عليان) نسبة لأسرة آل أبوعليان الذين أسسوا مدينة بريدة وأول من سكنها وعمرها ومن حكمها لثلاثة قرون، ولا يعرف تاريخ تأسيسه على وجه التحديد لكن يقول المؤرخ محمد ناصر العبودي: ((أول مسجد أسس في بريدة هو جامع بريدة الكبير الذي يتوسط البلدة القديمة، وهناك وثيقة والتي تعتبر من اقدم الوثائق عن مدينة بريدة موجودة في كتاب معجم أسر عنيزة مكتوبة بخط يد الشيخ عبد الله بن أحمد بن عضيب قاضي عنيزة بتاريخ 1060 هجري تقريباً يذكر بها جامع بني عليان في بريدة)) يعد جامع بريدة (جامع بني عليان) القلب الرمزي لمدينة بريدة والذي كان يسمى سابقاً بجامع بريدة فقط لأنه الجامع الوحيد الذي يؤمه أهل بريدة جميعاً حتى عام 1366هـ فلما تعددت الجوامع بعد هذا التاريخ أطلق عليه (الجامع الكبير) للتفريق بينه وبين الجوامع الأخرى، ورد ذكره في عام 1153 هجري لما زار مدينة بريدة الرحالة (المستر رويمر) قال إنه يمتاز بالبساطة مثل الجوامع النجدية الأخرى. استمر الجامع باستقبال المصلين في صلاة الجمعة والجماعة من الأهالي، إلى أن زاد عدد سكان بريدة بشكل كبير، ما استدعى إنشاء جامعي السكيتي والبطين على طرفي بريدة جنوباً وشمالاً في العام 1366هـ، وقد تمت إعادة بناء الجامع الكبير على نفقة خادم الحرمين الشريفين الملك فهد ويسمى باسمه اليوم (جامع خادم الحرمين الشريفين)، حيث شهد تغييرات وزيادات لم يشهدها في بنائه من قبل، رغم توسعته في عامي 1313هـ و1359هـ على يد الشيخ القاضي عمر بن محمد سليم، وقد أورد ذلك العبيد في تاريخه، حيث قال ((إن بن عمر بعث للملك عبد العزيز برغبته توسعة الجامع، فبعث إليه بخمسة عشر ألف ریال فرنسي تقدر بخمس وأربعين ألف ریال عربي)) فأصبح يسع خمسة آلاف من المصلين، وفي عام 1374هـ أضيء الجامع بالكهرباء من خلال ماطور خاص، وجعل فيه مكبر الصوت لسماع الأذان وخطبة الجمعة. وفي عام1377هـ، والتي عرفت عند العامة بسنة الهدام؛ لكثرة ما تهدم من البيوت والمساجد، بسبب تتابع الأمطار وتواصلها، تم الشروع في توسعة الجامع التي استمرت حتى العام 1414، حيث شرع في هدمه وبنائه على الطراز الحديث على نفقة خادم الحرمين الشريفين، ولا يزال الجامع يعتبر من الشواهد العمرانية لمحافظة بريدة، حيث يتوسط سوقها القديم الذي لازال محافظا على اجتذاب المتسوقين رغم احاطته بالمراكز التجارية الحديثة.

## دوره في نشر الثقافة الإسلامية وإثراء الحركة العلمية في بريدة
لم يكن المعمار وجماليته الاستثناء الوحيد الذي يتمتع به هذا الجامع بل الدور العلمي الرائد واللافت فمنذ تأسيسه وهو مصدر إشعاع علمي وفكري حيث عرف بحلقاته العلمية التي كان له أكبر الأثر في نشر الثقافة الإسلامية وإثراء الحركة العلمية في بريدة والتي كان يقودها المشائخ من آل سليم الذين كان لهم الأدوار العلمية والقضائية بالقصيم خلال نصف قرن من الزمان وإن لمجالس الفقهاء في هذا الجامع آثار وأخبار حيث تلتئم الحلقات وتغص بطلاب العلم لينهلوا من أنهار الشريعة ويستعطرون بعبق السنة وتطرح فيها القضايا الساخنة والدليل والاستشهاد والاستنباط مما جعل بريدة تعيش أجواء علمية مزدهرة، ودعونا نأخذ مقطعاً زمنياً لهذا التوهج العلمي بقلم من عاصر تلك الفترة المؤرخ إبراهيم العبيد، ولقد نقلت ذلك بتصرف يسير من وصفه لمجالس الشيخ عمر بن سليم فيقول (كان الشيخ عمر إذا صلى الغداة جلس يلقي دروس النحو والقواعد إلى طلوع الشمس وغالبا ما يدرس به الأجرومية وقطر الندى وملحة الإعراب وألفية ابن مالك ثم يذهب إلى بيته للاستراحة والوضوء ثم يرجع إلى المسجد ثم يشرع الطلاب في العلوم الدينية حديثاً وفقهاً وتوحيداً وأصولاً وفروعاً وآداباً ويحضر مجلسه من القراء والمستمعين ما يربو عدده ألف وقل ما شئت من الرغبة والحرص في الطلب وبعد صلاة الظهر يجلس للتدريس قدر ساعتين وكذلك بعد صلاة العصر وكان هذا التدريس يجعله لمتن الورقات في الفقه وأصول العقيدة بعد ذلك يأخذ التلاميذ في الدراسة عليه في بلوغ المرام في الحديث حفظاً وقد يدرس في هذا الوقت في مصطلح علوم الحديث وبعد صلاة المغرب في الفرائض فإذا أذن المغرب يقرأ عليه في التفسير والتاريخ) ثم يقول: (ورأينا من الإقبال والرغبة ما لا يخطر على الأوهام وشاهدنا من الانكباب على التدريس ما لا تبلغه عبارة فيا لذلك الوقت والزمان ما أحلاه وما أعظم الأنس وما أحسن ذلك الاجتماع) فكم نحن مدينون لهذا الجامع الذي خرج علماء أفذاذا سطعت أسماؤهم في سماء العلم والمعرفة ومنهم إمام الجامع الشيخ المقتفي لأثر السلف الصالح أبو محمد عبد الله بن إبراهيم القرعاوي فما إن تضع قدمك في أولى عتبات هذا الجامع ويطرق سمعك صوت الإمام وهو يرتل القرآن بقراءة مؤثرة تهز أوتار القلوب إلا وتتخيل أنك قد انتقلت إلى عالم الروحانية والزهد والنسك بما لا يخطر على البال أن يكون في هذا القرن من الزمان، ولقد تميز الشيخ القرعاوي بخطبه الرائعة التي يلقيها من أعواد منبر هذا الجامع فتجذب المخالف وتستميل المفرط وتقرب البعيد وتتألف القلوب وتجلي غشاوات الجهل وترسم طرق النجاة فيزول معها ظلام الشك وضباب الحيرة.

## أئمته
1- عبد العزيز بن سويلم بن عبد العزيز العريني : قاضي بريدة في الدولة السعودية الأولى، وأحد تلامذة مجدد الدعوة : الشيخ محمد بن عبد الوهاب تولى إمامة هذا الجامع والخطابة فيه حال توليه قضاء البلد في الفترة ( 1188 هـ _ 1244 هـ ).
2- عبد الله بن محمد بن صقيه : تولى إمامة هذا الجامع والخطابة فيه حال توليه قضاء بريدة بعد وفاة شيخه سنة 1244 هـ وبقي في الإمامة والخطابة حتى توفي سنة 1256 هـ.
3- سليمان بن علي المقبل : تولى إمامة هذا الجامع والخطابة فيه بعد وفاة شيخه الشيخ عبد الله بن صقيه سنة 1256 هـ وبقي فيه مدة أربعين سنة، حيث ترك القضاء والإمامة سنة 1296 هـ بعد أن أرهقته الشيخوخة.
4- محمد بن عمر بن عبالعزيز السليم : تولى الإمامة والخطابة في هذا الجامع سنة 1296 هـ عندما أنابه قاضي بريدة الشيخ سليمان المقبل، وبقي في هذا العمل مدة بقائه في القضاء نيابة وهي سبع سنوات، حيث رفض تولي القضاء.
5- محمد بن عبد الله بن حمد السليم : تولى الإمامة والخطابة في هذا الجامع خلال فترتين، تولى فيهما قضاء بريدة، الفترة الأولى ( 1303 هـ _ 1318 هـ ) والفترة الثانية ( 1322 هـ _ 1324 هـ ) وتولى كذلك الإمامة والخطابة في فترات متفاوته ومتفرقة في فترة قضاء الشيخ سليمان المقبل، لأنه كان ينوب عنه في القضاء حال سفره أو مرضه.
6- صالح بن قرناس بن عبد الرحمن بن قرناس : تولى إمامة هذا الجامع والخطابة فيه بعد تكليفه بقضاء بريدة، بعد عزل الشيخ محمد بن عبد الله السليم 1318 هـ حيث استناب تلميذه إبراهيم بن ضويان على قضاء الرس هذه المدة، فبقي في قضاء بريدة حتى عام 1322 هـ.
7- إبرهيم بن حمد بن إبراهيم الجاسر : تولى إمامة هذا الجامع والخطابة فيه سنة 1324 هـ عندما عين في قضاء بريدة من قبل أمير بريدة في ذلك الوقت صالح بن حسن المهنا حتى عزل عن القضاء سنة 1326 هـ.
8- عبد العزيز بن عبد الرحمن بن بشر : تولى إمامة هذا الجامع والخطابة فيه عندما عين في القضاء سنة 1327 هـ وبقي فيه حتى أعفي من القضاء سنة 1329 هـ.
9- عبد الله بن محمد بن عبد الله السليم : تولى إمامة هذا الجامع والخطابة فيه حال توليه قضاء القصيم سنة 1329 هـ وبقي فيه حتى توفي سنة 1351 هـ.
10- عمر بن محمد بن عبد الله السليم : تولى إمامة هذا الجامع والخطابة فيه حين توليه قضاء القصيم بعد وفاة أخيه الشيخ عبد الله 1351 هـ وبقي في إمامة هذا الجامع حتى وفاته سنة 1362 هـ.
11- عبد الله بن رشيد الفرج : قال العبيد في ترجمته : كان خطيب المسجد الجامع في بريدة، غير أنه لم يتولى القضاء ولا غيره لورعه وزهده.
12- عبد الله بن محمد بن عبد العزيز بن حميد : تولى إمامة هذا الجامع سنة 1362 هـ عندما عين في قضاء بريدة وبقي في الإمامة حتى انتقل من بريدة سنة 1384 هـ عندما عين للإشراف الديني على المسجد الحرام، وقد بقي في إمامة هذا الجامع والخطابة رغم استقالته من القضاء سنة 1377 هـ.
13- صالح بن عبد الله بن رشيد الفرج : تولى الإمامة في هذا الجامع بعد وفاة والده سنة 1379 هـ وبقي في هذا العمل حتى استقال سنة 1399 هـ.
14- علي بن إبراهيم المشيقح: نائب رئيس محاكم منطقة القصيم.
15- صالح المالك
16- محمد بن علي بن سليمان السعوي : أم في هذا الجامع مدة ثمان سنوات في الفترة ( 1406 هـ _ 1414 هـ ) وقد انتقل إليه من جامع المنتزه الجنوبي الذي أم فيه أقل من سنة ثم انتقل وكان خطيب جامع الراشد.
17- عبد الله بن إبراهيم بن عثمان القرعاوي : تولى إمامة الجامع والخطابة فيه فترتين الفترة الأولى من عام 1399 هـ حتى عام 1406 هـ والفترة الثانية بعد انتهاء عمارة الجامع الكبير الأخيرة ( عمارة خادم الحرمين الشريفين ) عام 1416 هـ حتى تاريخه.